# Специализированная антикоррупционная прокуратура Украины
Специализированная антикоррупционная прокуратура Украины (САП) (укр. Спеціалізована антикорупційна прокуратура України) — самостоятельное и независимое структурное подразделение Генеральной прокуратуры Украины, на которое возлагается осуществление надзора за соблюдением законов при проведении оперативно-розыскной деятельности досудебного расследования Национальным антикоррупционным бюро Украины.

## Положение
Специализированная антикоррупционная прокуратура является самостоятельным и независимым звеном системы прокуратуры Украины.
Образование Специализированной антикоррупционной прокуратуры, определение её структуры и штата осуществляет Генеральный прокурор Украины по согласованию с директором Национального антикоррупционного бюро Украины.
Назначения на административные должности в Специализированную антикоррупционную прокуратуру осуществляет Генеральный прокурор по результатам открытого конкурса. Назначение прокуроров Специализированной антикоррупционной прокуратуры осуществляет ее руководитель по результатам открытого конкурса.
Руководитель Специализированной антикоррупционной прокуратуры подчиняется Генеральному прокурору Украины. Он является его заместителем по должности.
В специализированной антикоррупционной прокуратуре, кроме руководителя, есть должности первого заместителя руководителя, заместителя руководителя, руководителя подразделения, заместителя руководителя подразделения.
На службу в Специализированную антикоррупционную прокуратуру не могут быть приняты лица, которые в течение пяти лет (2011—2015) работали в антикоррупционных подразделениях правоохранительных органов.
Специализированная антикоррупционная прокуратура располагается в служебных помещениях Национального антикоррупционного бюро Украины или в служебных помещениях Офиса Генерального прокурора (областной или окружной прокуратуры), которые расположены отдельно от других служебных помещений Офиса Генерального прокурора (областной или окружной прокуратуры).

## Кризис в процессе создания
Создание независимой антикоррупционной прокуратуры является одним из ключевых требований для установления безвизовых поездок граждан Украины в Европейский союз, а также предоставление Европейским союзом иной помощи Украине.
В конце сентября 2015 года Киев посетила еврокомиссар по вопросам юстиции, прав потребителей и равенству Вера Йоурова, после чего Европейский союз сформировал свою позицию по созданию антикоррупционной прокуратуры. Сложившуюся ситуацию с формированием антикоррупционной прокуратуры Брюссель назвал неприемлемой, так как Верховная рада Украины при принятии законов о запуске Национального антикоррупционного бюро изменила их таким образом, что этот орган перестал быть де-факто независимым и получил четкую связь со «старой прокуратурой» и генпрокурором лично.
18 сентября 2015 года на заседании Национального совета реформ 5-й президент Украины Пётр Порошенко заявил, что во время переговоров между Генеральным прокурором Виктором Шокиным и послом Европейского союза Яном Томбинским со стороны ЕС не было высказано замечаний в отношении представителей Генеральной прокуратуры в конкурсной комиссии. Кроме этого стало понятно, что президент будет иметь полный контроль над решением конкурсной комиссии (контролируя 7 из 11 ее членов).
Тем не менее, 8 ноября 2015 года Европейский союз решил поддержать процесс тестирования антикоррупционных прокуроров.